# WHILE THE LIGHTS ARE LOW 〜BEST BALLADS SINCE 1980
『WHILE THE LIGHTS ARE LOW 〜BEST BALLADS SINCE 1980』（ホワイル・ザ・ライツ・アー・ロウ ベスト・バラッズ・シンス1980）は、JAYWALK9枚目のベスト・アルバム。
2000年2月23日に、meldacからベスト・アルバム『DO YOU REMEMBER WHEN? 〜BEST POPS SINCE 1980』と同時発売された。

## 概要
前作『HEAVEN』から1年振り。デビュー20周年記念ベスト・アルバム。「END OF HOLIDAYS」と「悲しませたりしない」の2曲は本作の新曲。

## 収録曲
1. JUST BECAUSE
2. 誰よりも優しくて
3. 200X年…公園
4. 失くしてしまった手紙のように…
5. 思い出に手を振って
6. 「俺…」
7. それはジェラシー
8. Thousand miles
9. どんなに時が流れたあとも
10. 悲しみは涙にとけて
11. ラストシーン
12. 遠すぎる日々
13. 君にいて欲しい
14. END OF HOLIDAYS（新曲）
作詞：知久光康　作曲：中川謙太郎　編曲：JAYWALK
15. 悲しませたりしない（新曲）
作詞：知久光康　作曲：知久光康・中村耕一　編曲：JAYWALK